# Boeing F/A-18E/F Super Hornet
F/A-18E/F «Супер Шершень» (англ. F/A-18E/F Super Hornet) — американский палубный истребитель-бомбардировщик и штурмовик; глубокая переработка истребителя F/A-18.

## История
Самолет разрабатывался на базе F/A-18A-D. Программа реализовывалась как модернизация, чтобы избежать расходов на демонстрационную программу.
ВМС США заказали Супер Шершень в 1992 году для замены F-14 Tomcat. Первый полёт был совершён 29 ноября 1995 года. Выпуск опытной партии из семи самолетов был завершен к концу 1996 года. Полётные испытания начались в 1996 году. Тестирование продолжалось до 1999 года, заканчивая испытаниями ходовой демонстрации дозаправки в воздухе.
Для постройки самолёта «Супер Шершня» корпорация McDonnell Douglas организовала новую сборочную линию на авиазаводе в Сент-Луисе. Полномасштабное производство началось в феврале 2000 года.
ВМС США вначале намеревалось приобрести 1000 самолетов Супер Шершней, однако потом объём закупок было решено сократить. В отличие от предыдущих модификаций «Шершня» самолеты «Супер Шершень» не поступают на вооружение авиации корпуса морской пехоты, а только в палубную авиацию ВМС США.
C 2005 многоцелевые истребители F/A-18E/F «Супер Шершень» выпускались в версии Block II. Всего ВМС США получили 608 истребителей данного типа, включая 322 одноместных F/A-18E и 286 двухместных F/A-18F.
В конце 2019 года совершил первый полёт палубный истребитель F/A-18 Super Hornet Block III, оснащённый подвесной ИК станцией IRST Долгосрочный контракт на поставку истребителей данной модификации ВМС США заключили в 2019 году. Соглашение рассчитано на поставку до конца 2021 года 72 истребителей F/A-18E/F «Супер Шершень» версии Block III. Стоимость заказа составляет около 4 млрд долларов.
Самолёт следующей версии Block III будет оснащён конформными топливными баками, что позволит увеличить дальность полёта, иметь повышенные возможности системы связи, усовершенственную авионику кабины, уменьшенную ИК и РЛ ЭПР. Ожидается, что эти изменения сохранят самолёт в боевом составе в течение ближайших десятилетий.
Потенциальный покупатель «Супер Шершней» — Австралия, располагающая значительным парком истребителей «Шершней» ранних серий. 3 мая 2007 года заключён контракт на поставку в Австралию 24 двухместных F/A-18F Super Hornet на 2,9 млрд долларов. Поставки начались в марте 2010 года, а к концу года этими самолетами уже укомплектовали первую эскадрилью. Поставки всей партии завершились в октябре 2011 года.
Вторым иностранным заказчиком самолетов стал Кувейт. В 2018 году Кувейт заключил межправительственное соглашение с США на поставку 28 истребителей «Супер Шершень» модификации Block III — 22 одноместных F/A-18E и шести двухместных F/A-18F.
Корпорация Boeing, поглотившая в 1997 году корпорацию McDonnell Douglas, настойчиво продвигает свою продукцию и на центральноевропейский рынок — в Польшу, Венгрию и Чехию.

## Конструкция
«Супер Шершень» — в значительной степени новый самолёт. Размах крыла на 20 % больше, масса пустого самолёта — на 3200 кг, максимальная взлётная масса — на 6800 кг больше по сравнению с исходной моделью. По запасу топлива новая машина превосходит «Шершень» на 33 %, что позволило увеличить боевой радиус на 41 %, а продолжительность полёта — на 50 %. По массе пустого самолёта «Супер Шершень» примерно на пять тонн легче истребителя F-14 Tomcat, одновременно по характеристикам массы полезной нагрузки и дальности полёта «Супер Шершень» приближается к F-14, хотя и не превосходит предшественника.
На F/A-18E/F «Супер Шершень» установлены два двигателя Дженерал Электрик F414, мощность ТРДДФ F414 увеличена на 35 % по отношению к двигателю F404-400, применявшемуся на истребителях-бомбардировщиках F/A-18А/В.
Самолет по своей конструкции — моноплан нормальной схемы со среднерасположенным свободнонесущим трапециевидным крылом, с двухкилевым оперением и двумя двигателями в хвостовой части. Планер рассчитан на ресурс 6 тыс. часов при 2 тыс. взлетов с использованием катапульты и 2 тыс. посадок с использованием задерживающего крюка. В конструкции планера предусмотрено дублирование путей передачи силовых нагрузок.
Основной материал используемый в конструкции планёра самолета алюминиевые сплавы — 49,6 %, высокопрочные стали — 16,7 %, титановые сплавы — 12,9 %, композиционные материалы — 9,9 % и другие материалы — 10,9 %. Все поверхности управления, хвостовое оперение и закрылки — слоистой конструкции с сотовым алюминиевым заполнителем и обшивкой из эпоксидного углепластика. Часть обшивки крыла и крышки смотровых лючков фюзеляжа выполнены из углепластика. Носки стабилизатора и килей изготовлены из титановых сплавов. В конструкции шасси самолета (цилиндры основных стоек) применена высокопрочная сталь AerMet 100 фирмы Carpenter Technology.
В целях увеличения боевой живучести истребителя «Супер Шершень» в крыльевых топливных баках применен губчатый заполнитель, имеющий пониженную плотность. В нижней части фюзеляжа размещена аппаратура пожаротушения с использованием «пассивной пены», предназначенной для защиты гидравлических коммуникаций и проводки системы управления, проходящих по этой части планера. Активные датчики, входящие в систему пожаротушения, подключают систему инертного газа.

##### Фюзеляж
Фюзеляж типа полумонокок. Отсек кабины летчика выполнен виде безопасно повреждаемой конструкции. В хвостовой части под фюзеляжем расположен тормозной крюк, а между килями — воздушный тормоз. От передней кромки крыла вдоль фюзеляжа в направлении воздухозаборников установлены наплывы, которые увеличивают подъемную силу при больших углах атаки. Наплывы создают вихревую подъемную силу и обеспечивают полет самолета на больших углах атаки. Между наплывами и фюзеляжем предусмотрена щель для отвода пограничного слоя фюзеляжа от воздухозаборников.
Кабина пилота — герметичная и оснащена системами кондиционирования и кислородного питания. Фонарь кабины открывается вверх-назад, а лобовое стекло при необходимости откидывается вверх-вперед. В кабине установлено катапультируемое кресло, обеспечивающее аварийное покидание самолета экипажем даже на стоянке.

##### Крыло
Крыло многолонжеронное, складывающееся по шарнирному стыку по линиям, проходящим через внутренние хорды элеронов с поворотом консолей на 90 градусов. Относительная толщина крыла 5 %, удлинение 3.5. Крыло выполнено с использованием геометрического уступа на передней кромке. Большой размах крыла позволил установить два дополнительных подкрыльевых пилона для подвески вооружения.
Механизация крыла — отклоняемые по всему размаху крыла носки, однощелевые закрылки и зависающие элероны с максимальными углами отклонения +35/-45 градусов. Носки и закрылки отклоняются автоматически в зависимости от угла атаки и числа М для повышения маневренности в бою и аэродинамического качества в крейсерском полете.

##### Хвостовое оперение
Горизонтальное оперение — цельноповоротный, дифференциально отклоняемый стабилизатор, применяется для продольного, а на сверхзвуковых скоростях и частично поперечного управления самолетом. Стабилизатор имеет угол обратного поперечного V, равный 2 градусам.
Вертикальное оперение — два отклоненных наружу на 20 градусов киля, которые смещены вперед относительно стабилизатора для вывода их из зоны аэродинамической тени от крыла и стабилизатора на больших углах атаки. В верхней части правого киля расположена антенна станции предупреждения об облучении РЛС.

##### Шасси
Шасси — трехопорное. Основные опоры имеют по одному колесу. После взлета колеса поворачиваются на 90 градусов и убираются назад по полету в ниши, расположенные под каналами воздухозаборников двигателей. Носовая опора двухколесная. Носовая стойка после взлета убирается вперед и имеет кронштейн для крепления к челноку катапульты.

## Мероприятия по снижению радиолокационной заметности

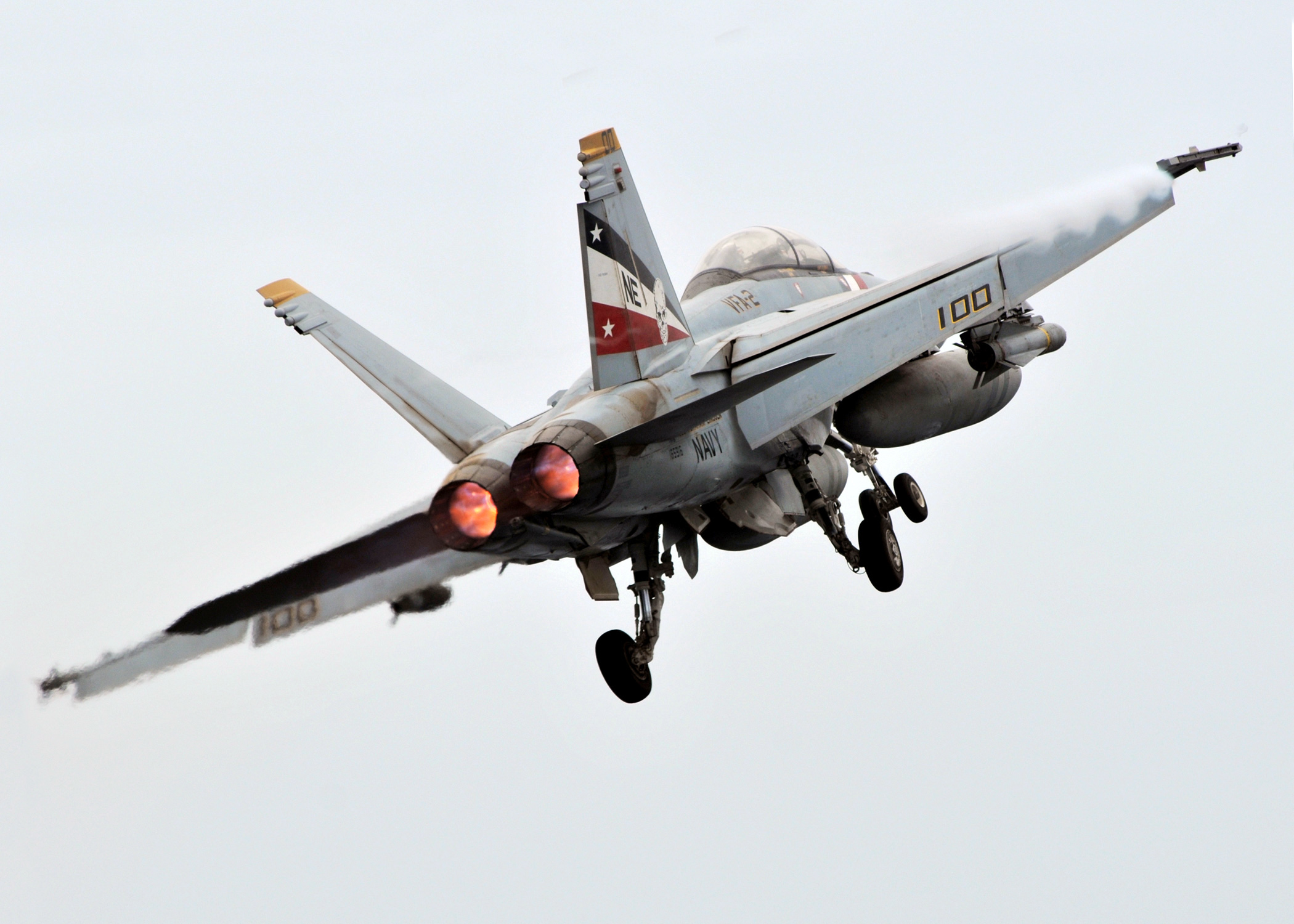
Самолёт Boeing F/A-18E/F Super Hornet взлетающий с авианосца «Авраам Линкольн»

Важная особенность самолёта Super Hornet — заложенный при его проектировании комплекс мер, направленных на обеспечение выживаемости машины в боевых условиях. ВМС США на этапе проектирования использовали «сбалансированный подход» к обеспечению выживаемости самолёта. Это означает, что предпочтение не было отдано технологии низкой заметности, за счёт исключения других важных аспектов выживаемости. Напротив, проект представляет комбинацию низкой заметности, усовершенствованных средств ведения радиоэлектронной борьбы (РЭБ), мероприятий по обеспечению боевой живучести самолёта, использования бортовых систем оружия, действующих за пределами средств ПВО, что наряду с новыми тактическими приёмами боевого применения позволяет в совокупности обеспечить безопасность машины и экипажа.
ЭПР (эффективная площадь рассеяния) самолёта F/A-18E/F заметно снижена с определённых ракурсов облучения, главным образом со стороны передней и задней полусфер. Минимальная ЭПР с передних направлений составляет 1,2 м², что примерно в два раза меньше, чем у истребителя F/A-18С/D. Воздухозаборники самолёта (сильный источник отражённого излучения), выполнены коробчатой формы (четырёхугольного сечения). Каналы воздухозаборников несколько искривлены вниз и вбок, чем обеспечивается отражение ЭМ излучения в сторону от продольной оси самолёта. Внутренние поверхности воздушных каналов выполнены из радиопоглощающих материалов. В воздушном канале, перед лопатками вентилятора двигателя размещены радиальные пластины, также уменьшающие величину отраженного сигнала. Существенно уменьшена ЭПР носовой части фюзеляжа и вертикального оперения. К числу усовершенствований относятся: пилообразные края створок основного шасси и технологических панелей двигателя. Значительное внимание уделено устранению или заполнению поверхностных зазоров между панелями, и полостей-резонаторов. Обеспечена тщательная подгонка и выравнивание стыков большого числа панелей. Вместо решёток, закрывающих различного рода всасывающие и выхлопные наружные отверстия вспомогательного назначения на самолётах F/A-18A-D, на истребителе «Супер Шершень» применяются ромбовидные экраны с перфорацией, выполненные методом лазерной обработки, «прозрачные» для высокочастотного излучения, а также радиопоглощающие покрытия. В конструкции самолёта использованы специальные коррозионностойкие радиопоглощающие материалы. В конструкции отсека радиолокационной станции также реализован ряд технических решений по уменьшению заметности.
В отличие от специализированных самолётов «Стелс», характеристики малой заметности истребителя F/A-18E/F гармонически сочетаются с высокими ЛТХ самолета.
По утверждению разработчика, на самолёте «Супер Шершень» реализованы наиболее масштабные меры по снижению ЭПР среди всех современных самолётов-истребителей, кроме самолётов F-22 и F-35. Хотя «F/A-18E/F» — не стелс-истребитель, (как, например, F-22), ЭПР «Супер Шершня» с передних ракурсов облучения на порядок меньше величины ЭПР истребителей предыдущего поколения.

## Тактико-технические характеристики

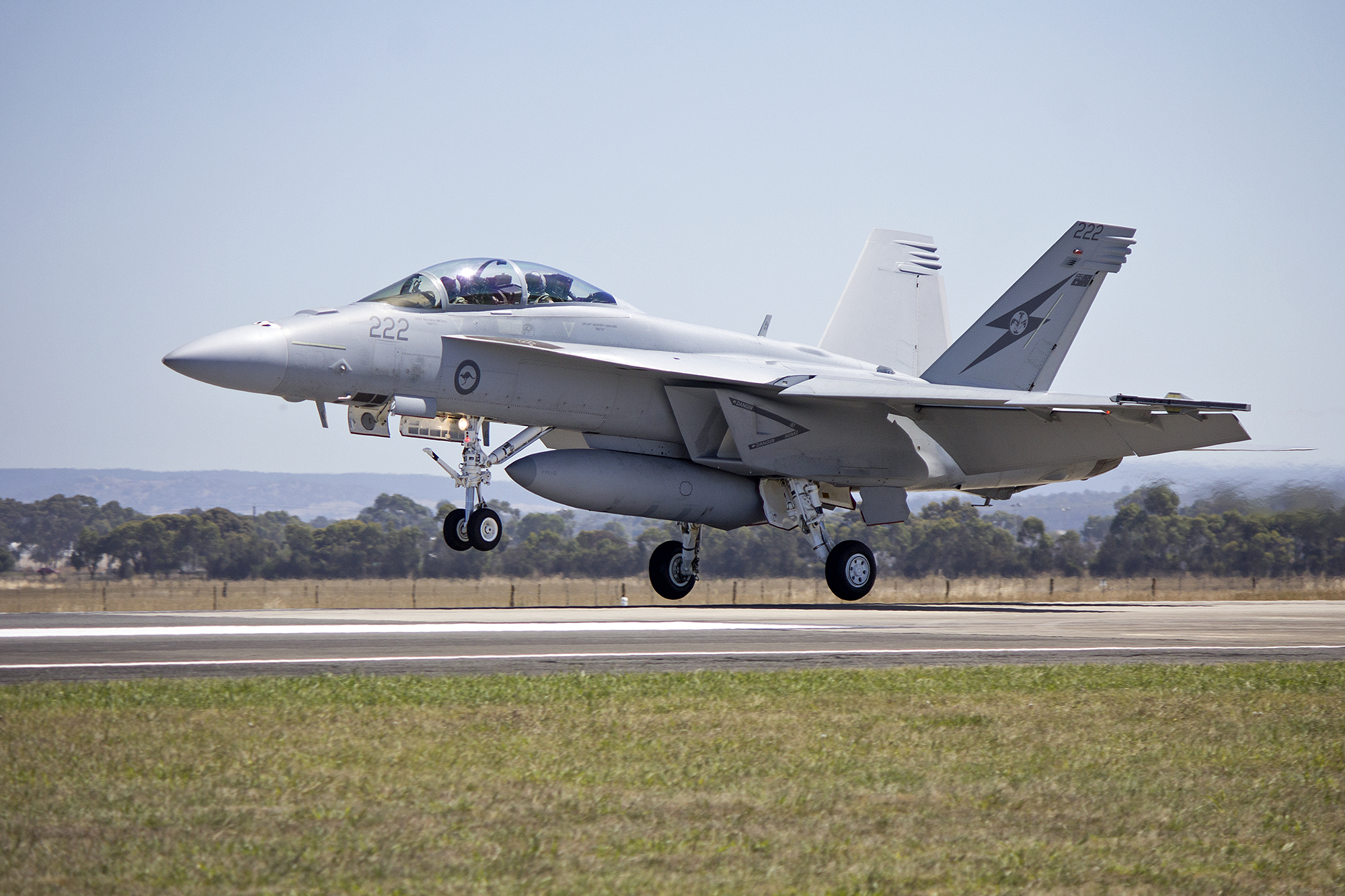
F/A-18F Super Hornet Королевских ВВС Австралии.

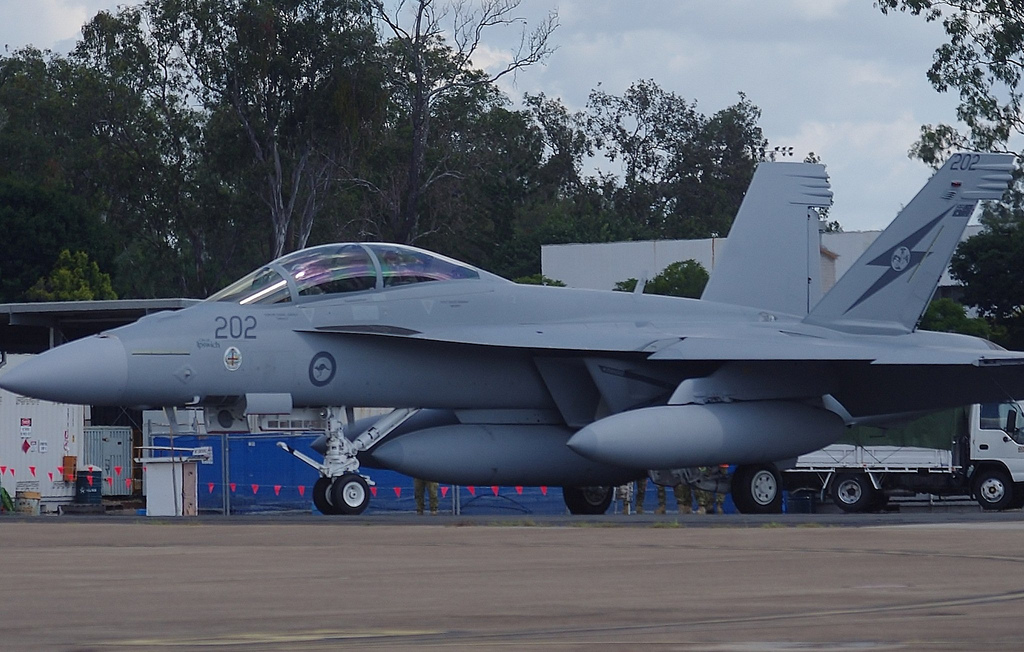
Австралийский F/A-18F Super Hornet.

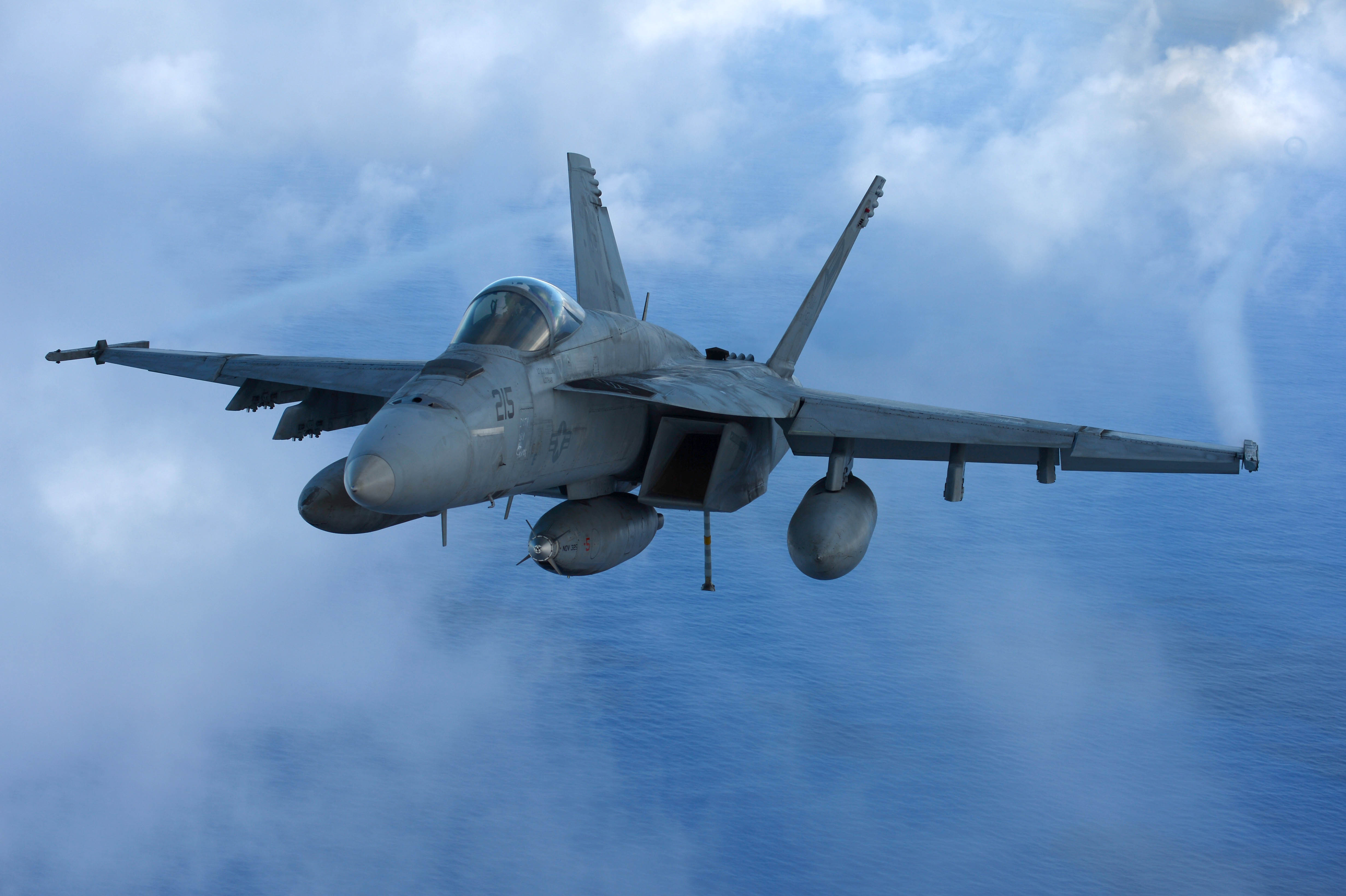
F/A-18E ВМС США.

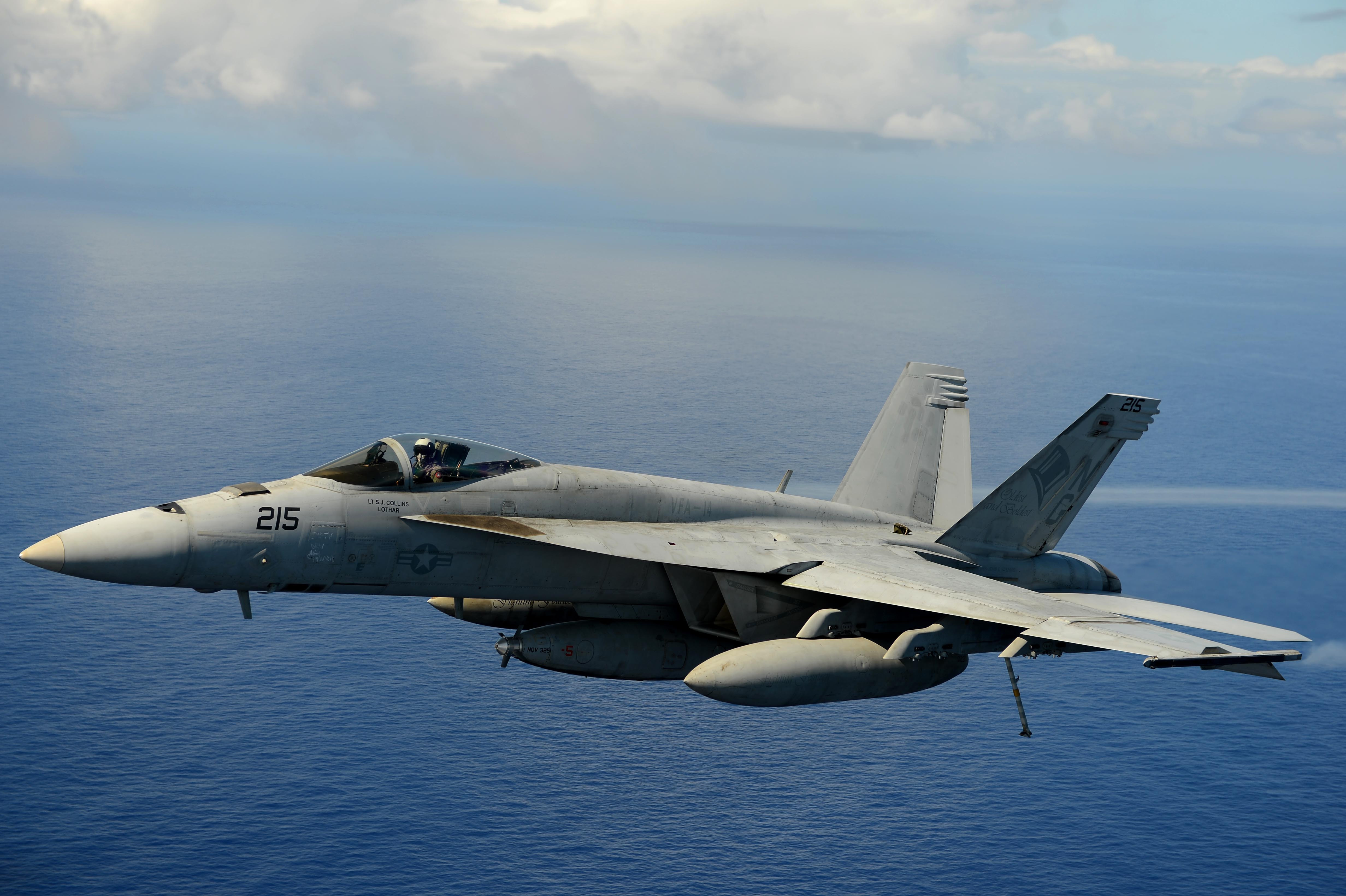
F/A-18E ВМС США.

Приведённые ниже характеристики соответствуют модификации F/A-18E:

### Технические характеристики
- Экипаж: 1 человек
- Длина: 18,31 м
- Размах крыла: 13,62 м
  - со сложенным крылом: 9,32 м
- Высота: 4,88 м
- Площадь крыла: 46,45 м²
- Масса пустого: 16000 кг
- Масса снаряжённого: 16 790 кг
- Нормальная взлётная масса: 21 320 кг
- Максимальная взлётная масса: 29 937 кг
- Масса топлива:
  - во внутренних баках: 6559 кг
  - на внешней подвеске: 5700 кг (до 4×1816 л г ПТБ)
- Двигатели: 2× ТРДД General Electric F414-GE-400
  - Тяга максимальная: 2×6400 кгс (2× 62,3 кН)
  - Тяга на форсаже: 2×10000 кгс (2× 97,9 кН)

### Лётные характеристики
- Максимальная скорость(E/F models): 1,8+ М[6]
- Боевой радиус: 726 км
- Боевая дальность: 1346 км (Без ПТБ, с 2×AIM-9)[6]
- Перегоночная дальность: 3054 км (с 3 ПТБ и 2 AIM-9)[6]
- Продолжительность патрулирования: 2,25 часа
- Практический потолок: 15 240 м
- Нагрузка на крыло: 453 кг/м²
- Тяговооружённость при нормальной взлетной массе: 0,93
- Максимальная эксплуатационная перегрузка: 7,6 g[7]

### Вооружение
- Пушечное: 1× шестиствольная 20 мм модернизированная пушка М61А1 Вулкан уменьшенной массы, боезапас 570 патронов
- Узлов подвески вооружения: 11
- Боевая нагрузка: 4491[8] кг различного вооружения:
  - 2× ракеты «воздух-воздух» AIM-9 Sidewinder на концах крыльев
  - ракеты «воздух-воздух» AIM-7, AIM-120 AMRAAM
  - ракеты «воздух-поверхность»: AGM-65 Maverick, AGM-88 HARM, AGM-84H SLAM-ER, AGM-154 JSOW, AGM-62 Walleye ER/DL и Walleye-1.
  - корректируемые бомбы: 450 кг GBU-32 JDAM, 907 кг GBU-31 JDAM, GBU-12 Paveway II, GBU-24 и GBU-15,
  - кассетные бомбы: CBU-72 и CBU-59
  - свободнопадающие бомбы Mk.84, Mk.82LD, Mk.82HD, Mk.63, Mk.62, Mk.65, Mk.20 и Mk.83
  - напалмовые бомбы: BLU
  - ядерные бомбы: В-57 (В-61) 100/500 кТ. (предполагаемая информация)
  - Неуправлямые ракеты: 70 мм LAU-58.
  - Авиационные ловушки TALD

### Двигатель
Двигатель F414-GE400, построен на базе F404. Серийно производится с 1998 года, обладает функцией FADEC (электронно-цифровой системой управления двигателем). КНД длиннее на 13 см, что увеличило расход воздуха на 16 %, форсажная камера короче на 10 см, камера сгорания на 2,5 см, диски и лопатки КНД цельнолитые (блиск), лопатки и турбины обеих ступеней турбин так же представляют собой единое целое и изготавливаются наращиванием (блиск монокристаллический).
Двигатель двухконтурный, двухвальный, состоит из 3-ступенчатого компрессора низкого давления и 7-ступенчатого компрессора высокого давления, камеры сгорания (с керамическим напылением от F402), 1-ступенчатой турбины компрессора высокого давления и 1-ступенчатой турбины компрессора низкого давления, форсажной камеры (от YF120), сопло суживающееся — расширяющееся, регулируемое (от F404-GE-400). Коробка приводов расположена внизу двигателя. Степень сжатия возросла до 30.
Назначенный ресурс в часах
- КНД 4000
- КВД 4000
- Камера сгорания 4000
- Турбина высокого давления 1850
- Турбина низкого давления 4000
- Форсажная камера 3431

На 2010 год стоимость двигателя $4 млн, обеспечивает бесфорсажный сверхзвуковой крейсерский полет самолета, на SAAB Gripen 1,2 Маха.

##### Топливная система
Топливная система состоит из шести фюзеляжных протектированных баков и крыльевых мягких кессонных баков. Во внутренних топливных баках размещается 8063 л топлива. При использовании пяти подвесных топливных баков запас топлива возрастает до 17148 л. Самолет оборудован системой дозаправки в полете. Штанга-топливоприемник в нерабочем положении убирается в фюзеляж.
Все топливные емкости для исключения взрыва при боевых повреждениях заполнен поропластом. Расходные топливопроводы покрыты протектором. Внутренние свободные отсеки, примыкающие к топливным бакам, для исключения пожара при их совместном боевом повреждении заполнены жестким пенопластом. Оба фюзеляжных расходных топливных бака, содержащих запас топлива, которое необходимо для возвращения на базу, закольцованы. Питание обоих двигателей возможно из любого расходного бака.

## Модификации
- F/A-18E Super Hornet (кабина на 1 чел.)
- F/A-18F Super Hornet (кабина на 2 чел.)
- EA-18 Growler — самолёт радиоэлектронной борьбы. Эксплуатируется с 2008 года.
- Advanced Super Hornet — испытывается с 2013 года, обладает большим запасом топлива и пониженной ЭПР.

## Эксплуатация
Расчётный ресурс F/A-18E планировался на уровне 6000 часов и не более 100 посадок на палубу в год. Однако Strategy Page сообщает, что ресурс части крыла самолёта, как предполагается, составит не более 3000 часов. Несмотря на это, десятки F/A-18E уже налетали свыше 3000 часов. В рамках проводимой модернизации планируется увеличить ресурс до 10 000 часов.

## Боевое применение
В 2002 году в ходе операции «Южная стража» истребители F/A-18E и F/A-18E/F с авианосца «Авраам Линкольн» атаковали цели на территории Ирака и уничтожили позиции ЗРК у города Аль-Кут. В ходе операции «Свобода Ираку» истребители выполняли задачу по подавлению ПВО, непосредственной поддержки наземных частей и уничтожения стратегических объектов.
С 2005 по 2007 годы «Супер Шершни» с авианосцев «Рональд Рейган» и «Дуайт Д. Эйзенхауэр» регулярно появлялись в небе над Ираком и Сомали, оказывая поддержку американским войскам и их союзникам. В сентябре 2006 года эти истребители наносили удары управляемыми бомбами по укреплениям «Талибана» в Афганистане в районе Кандагара.
В августе 2014 года истребители «Супер Шершни» с авианосца «Джордж Буш» бомбили позиции и колонны Исламского государства на севере Ирака. Рано утром 8 августа два истребителя сбросили 500-фунтовые бомбы с лазерным наведением на мобильную артиллерийскую установку, которую боевики использовали для обстрела курдских сил, оборонявших город.

## На вооружении

#### Австралия
- КВВС Австралии — 24 F/A-18F по состоянию на 2023 г.[11]
  - 82-е крыло (Авиабаза Эмберли)
    - 1-я эскадрилья

#### Кувейт
- ВВС Кувейта — 22 F/A-18E, 6 F/A-18F заказаны.

#### США
- ВМС США — 337 F/A-18E, 288 F/A-18F по состоянию на 2023 г.[11]
  - Эскадрильи Атлантического флота:
    - VFA-11 «Красные Потрошители» (F/A-18F)
    - VFA-31 «Коты» (F/A-18E)
    - VFA-32 «Фехтовальщики» (F/A-18F)
    - VFA-34 «Синие Разрушители» (F/A-18E)
    - VFA-37 «Бешеные Быки» (F/A-18E)
    - VFA-81 «Солнечные Лучи» (F/A-18E)
    - VFA-83 «Неистовствующие» (F/A-18E)
    - VFA-87 «Золотые Воины» (F/A-18E)
    - VFA-103 «Весёлые Роджеры» (F/A-18F)
    - VFA-105 «Стрелки» (F/A-18E)
    - VFA-106 «Гладиаторы» (F/A-18E/F)
    - VFA-131 «Дикие Кошки» (F/A-18E)
    - VFA-143 «Блюющие Собаки» (F/A-18E)
    - VFA-211 «Боевые Маты» (F/A-18E)
    - VFA-213 «Чёрные Львы» (F/A-18F)

  - Эскадрильи Тихоокеанского флота:
    - VFA-2 «Охотники за головами» (F/A-18F)
    - VFA-14 «Цилиндры» (F/A-18E)
    - VFA-22 «Боевые Красные Петухи» (F/A-18F)
    - VFA-25 «Кулак Флота» (F/A-18E)
    - VFA-27 «Королевские Булавы» (F/A-18E)
    - VFA-41 «Чёрные Тузы» (F/A-18F)
    - VFA-86 «Рогатые Гремучники» (F/A-18E)
    - VFA-94 «Могучие Сорокопуты» (F/A-18F)
    - VFA-102 «Ромбические Гремучники» (F/A-18F)
    - VFA-113 «Жала» (F/A-18E)
    - VFA-115 «Орлы» (F/A-18E)
    - VFA-122 «Летящие Орлы» (F/A-18E/F)
    - VFA-136 «Рыцари-ястребы» (F/A-18E)
    - VFA-137 «Пустельги» (F/A-18E)
    - VFA-146 «Голубые Бриллианты» (F/A-18E)
    - VFA-151 «Бдительные» (F/A-18E)
    - VFA-154 «Чёрные Рыцари» (F/A-18F)
    - VFA-192 «Золотые Драконы» (F/A-18E)
    - VFA-195 «Разрушители плотин» (F/A-18E)

## Участие F/A-18 в индийском тендере MMRCA
| Название                        | Dassault Rafale                 | Eurofighter Typhoon                                    | F-16IN Super Viper        | F/A-18E/F Super Hornet           | JAS 39 NG(IN) | МиГ-35       |
| ------------------------------- | ------------------------------- | ------------------------------------------------------ | ------------------------- | -------------------------------- | ------------- | ------------ |
|                                 |                                 |                                                        |                           |                                  |               |              |
| Страна                          | Франция                         | Германия · Италия · Испания · Великобритания · Франция | Соединённые Штаты Америки | Соединённые Штаты Америки        | Швеция        | Россия       |
| Производитель                   | Dassault Aviation               | Eurofighter GmbH                                       | Lockheed Martin           | Boeing Defense, Space & Security | Saab AB       | РСК «МиГ»    |
| Длина                           | 15,30 м                         | 15,96 м                                                | 15,03 м                   | 18,31 м                          | 14,10 м       | 17,32 м      |
| Размах крыла                    | 10,90 м                         | 10,95 м                                                | 10,00 м                   | 13,62 м                          | 8,40 м        | 12,00 м      |
| Площадь крыла                   | 45,7 м²                         | 50,0 м²                                                | 27,9 м²                   | 46,5 м²                          | 30,0 м²       | 42,0 м²      |
| Масса пустого                   | 10 000 кг                       | 11 000 кг                                              | 009979 кг                 | 14 552 кг                        | 7100 кг       | 11 000 кг    |
| Масса топлива (без ПТБ)         | 4700 кг                         | 004996 кг                                              | 3265 кг                   | 6780 кг                          | 003360 кг     | 4800 кг      |
| Боевая нагрузка                 | 9500 кг                         | 7500 кг                                                | 7800 кг                   | 8050 кг                          | 005300 кг     | 7000 кг      |
| Узлов подвески вооружения       | 14 (5 для тяжёлого вооружения)  | 13                                                     | 11                        | 11                               | 10            | 10           |
| Максимальная взлётная масса     | 24 500 кг (нормальная — 14 700) | 23 500 кг                                              | 21 800 кг                 | 29 937 кг                        | 14 300 кг     | 23 500 кг    |
| Двигатель                       | 2 × Snecma M88                  | 2 × Eurojet EJ200                                      | 1 × GE F110-132           | 2 × GE F414-400                  | 1 × GE F414G  | 2 × РД-33МКВ |
| Максимальная тяга               | 2 × 50,0 кН                     | 2 × 60,0 кН                                            | 1 × 84,0 кН               | 2 × 62,3 кН                      | 1 × 62,3 кН   | 2 × 53,0 кН  |
| Максимальная тяга на форсаже    | 2 × 75,0 кН                     | 2 × 90,0 кН                                            | 1 × 144,0 кН              | 2 × 98,0 кН                      | 1 × 98,0 кН   | 2 × 88,3 кН  |
| Максимальная скорость на высоте | M=1,8+                          | M=2,25                                                 | M=2,0                     | M=1,8                            | M=2,0         | M=2,25       |
| Боевой радиус                   | 1389 км (с 3-мя ПТБ)            | 1390 км                                                | 550 км                    | 722 км                           | 800 км        | 1000 км      |
| Практический потолок            | 15 240 м                        | 19 812 м                                               | 18 000 м                  | 15 000 м                         | 15 240 м      | 17 500 м     |
| Скороподъёмность                | 305 м/с                         | 315 м/с                                                | 254 м/с                   | 228 м/с                          | 255 м/с       | 330 м/с      |
| Тяговооружённость               | 1,03                            | 1,18                                                   | 1,10                      | 0,93                             | 1,18          | 1,10         |
| Управляемый вектор тяги         | нет                             | нет                                                    | нет                       | нет                              | нет           | есть         |
| БРЛС с АФАР                     | есть                            | есть                                                   | есть                      | есть                             | есть          | есть         |
| Первый полёт                    | 4.07.1986                       | 27.03.1997                                             | 2.02.1974                 | 29.11.1995                       | 9.12.1988     | 24.11.2016   |
| Начало эксплуатации             | 2001                            | 2003                                                   | 1984                      | 2000                             | 1997          | 2019         |
| Стоимость (2011 год)            | 85—124 млн $                    | 120 млн $                                              | 50 млн $                  | 55 млн $                         | 48 млн $      | ~45 млн $    |

## Потери
- 7 января 2008 года F/A-18E и F/A-18F (с/н 166656, 166632), приписанные к 105-й истребительно-штурмовой эскадрилье[англ.] 3-го палубного авиакрыла[англ.] ВМС США, столкнулись над Персидским заливом[42] при возвращении на авианосец «Гарри Трумэн» после боевого вылета. Все три члена экипажа благополучно катапультировались.
- 15 марта 2010 года в 22:00 F/A-18E (с/н 165908), приписанный к 137-й истребительно-штурмовой эскадрилье[англ.] 2-го палубного авиакрыла[англ.] ВМС США, потерпел крушение в пустыне Невада[43], в результате столкновения с F/A-18E (с/н 165905) во время ночных тренировочных полётов. Лётчик катапультировался. Второй истребитель, участвовавший в столкновении, благополучно приземлился на авиабазе «Фэллон[англ.]»[44][45].
- 6 апреля 2011 года в 12:06 F/A-18F (с/н 165877), приписанный к 122-й истребительно-штурмовой эскадрилье[англ.] соединения переподготовки лётного состава[англ.] ВМС США, потерпел крушение в поле при выполнении тренировочного полёта вскоре после взлёта в 800 метрах от авиабазы ВМС США «Лемур[англ.]» в Калифорнии[46][47] Оба лётчика — лейтенанты Мэтью Лав и Натан Вильямс — погибли.[48][49].
- 24 февраля 2012 года в 14:11 F/A-18F (с/н 166637), приписанный к 213-й истребительно-штурмовой эскадрилье[англ.] 8-го палубного авиакрыла[англ.] ВМС США, потерпел крушение в ходе тренировочного полёта в 48 км от авиабазы «Фаллон» в штате Невада. Лётчики катапультировались[50][51].
- 8 апреля 2013 года в 13:20 F/A-18F (с/н 166616), приписанный к 103-й истребительно-штурмовой эскадрилье[англ.] 7-го палубного авиакрыла[англ.] ВМС США упал в воду и утонул в северной части акватории Аравийского моря. Предварительной причиной аварии считают отказ бортовой системы электроснабжения самолёта. Лётчики катапультировались[52][53].
- 15 января 2014 года в 14:30 F/A-18E (с/н 166603), приписанный к 143-й истребительно-штурмовой эскадрилье[англ.] 7-го палубного авиакрыла ВМС США, упал в океан в 72 км от побережья штата Вирджиния. Лётчик успешно катапультировался и был подобран рыбаками, в дальнейшем его доставили на вертолёте в госпиталь в Норфолке[54][55].
- 4 июня 2014 года в 22:03 F/A-18E (с/н 166831), приписанный к 81-й истребительно-штурмовой эскадрилье[англ.] 1-го палубного авиакрыла[англ.] упал в море, потеряв управление при заходе на посадку на авианосец «Карл Винсон». Лётчик катапультировался[56][57].
- 12 мая 2015 года F/A-18F (с/н 166814), приписанный к 211-й истребительно-штурмовой эскадрилье[англ.] 1-го палубного авиакрыла, упал в Персидский залив сразу после взлёта с авианосца «Теодор Рузвельт». Причиной стала неисправность двигателя. Лётчики катапультировались[56][58].
- 21 сентября 2015 года в 15:53 F/A-18E (с/н 166466), приписанный к 14-й истребительно-штурмовой эскадрилье[англ.] 9-го палубного авиакрыла[англ.] потерпел крушение на поле примерно в 5 км к югу от авиабазы «Лемур» в Калифорнии. Лётчик катапультировался[59][60].
- 26 мая 2016 года в 10:30 два F/A-18F (с/н 166807, 166813), приписанные к 211-й истребительно-штурмовой эскадрилье 1-го палубного авиакрыла, столкнулись над Атлантикой у берегов Северной Каролины. Лётчики катапультировались[61][62].
- 21 апреля 2017 года в 18:37 F/A-18E (с/н 165904), приписанный к 137-й истребительно-штурмовой эскадрилье 2-го палубного авиакрыла ВМС США, потерпел крушение при заходе на посадку на авианосец «Карл Винсон» в море Сулавеси между Индонезией и Филиппинами в Юго-Восточной Азии. Пилот катапультировался, его подобрал спасательный вертолёт[63][64].
- 12 августа 2017 года F/A-18E из 146-й истребительно-штурмовой эскадрильи[англ.], взлетевший с авианосца «Нимиц» ВМС США, совершил аварийную посадку в международном аэропорту «Бахрейн» из-за отказа двигателя. Истребитель получил тяжёлые повреждения фюзеляжа, шасси и крыльев. Пилот катапультировался[65][66].
- 14 марта 2018 года в 16:30 F/A-18F (с/н 166683), приписанный к 213-й истребительно-штурмовой эскадрилье 8-го палубного авиакрыла ВМС США, потерпел крушение у берегов острова Ки-Уэст во Флориде. Самолёт загорелся в воздухе и упал в 1,5 км к востоку от посадочной полосы станции авиации «Ки-Уэст[англ.]». Оба лётчика погибли[67][68].
- 12 ноября 2018 года в 11:45 F/A-18F, приписанный к 102-й истребительно-штурмовой эскадрилье[англ.] 5-го палубного авиакрыла[англ.] ВМС США, потерпел крушение после сообщения о «механической проблеме» возле острова Южный Бородино в Филиппинском море. Оба пилота катапультировались[69][70].
- 31 июля 2019 года в 10:00 F/A-18E, приписанный к 151-й истребительно-штурмовой эскадрилье[англ.] 9-го палубного авиакрыла ВМС США, потерпел крушение на территории национального парка Долина Смерти, в 158 км к востоку от станции авиации «Чайна Лейк[англ.]» в Калифорнии. Семь посетителей парка получили ранения, пилот погиб[71][72].
- 18 июня 2020 года F/A-18F, приписанный к 11-му палубному авиакрылу[англ.] ВМС США, базирующемуся на авианосце «Теодор Рузвельт», упал в Филиппинское море. Оба лётчика катапультировались, были обнаружены и доставлены вертолётом на борт авианосца[73][74].
- 20 октября 2020 года F/A-18E ВМС США был уничтожен в результате аварии недалеко от испытательной базы «Чайна-Лейк» в штате Калифорния. Пилот катапультировался[75][76].
- 4 октября 2021 года F/A-18F, приписанный к 9-й эскадрилье воздушных испытаний и оценки[англ.] ВМС США, потерпел крушение в национальном парке Долина Смерти в штате Калифорния, примерно в 64 км от военно-морской авиабазы «Чайна-Лейк». Пилот катапультировался и получил незначительные травмы[77][78].
- 3 июня 2022 года в 14:30 F/A-18E потерпел крушение в пустыне Мохаве, недалеко от города Трона[англ.] округа Сан-Бернардино Калифорнии. Пилот погиб[79][80].
- 8 июля 2022 года F/A-18 упал с авианосца «Гарри Трумэн» в Средиземное море[81][82].